# Senza famiglia (miniserie televisiva 1965)
Senza famiglia (Sans famille) è una miniserie televisiva francese, trasmessa nel 1965 in due episodi come parte della serie TV Le Théâtre de la jeunesse.
Si tratta del primo adattamento televisivo dell'omonimo romanzo di Hector Malot. Ha come protagonista Bernard Jeantet al suo esordio come attore bambino; il ruolo di Mattia, l'amico fraterno del protagonista, è stato affidato a Jacky Calatayud.

## Trama
Il piccolo Rémi, un orfano, è stato raccolto dalla gentile signora Barberin. All'età di 10 anni, viene tolto alla madre adottiva e venduto al signor Vitalis, un misterioso musicista itinerante. Al suo fianco imparerà la dura vita di acrobata e canterà per guadagnarsi da vivere. Il suo lungo viaggio attraverso la Francia, fatto di incontri, amicizie e innumerevoli avventure, lo porterà a scoprire il segreto delle sue origini.

## Produzione
La miniserie è stata prodotta in Francia da RTF Télévision come parte della serie TV Le Théâtre de la jeunesse.

## Distribuzione
La miniserie è stata trasmessa alla televisione in Francia ("RTF Télévision") in due parti (25 dicembre 1965 e 1 gennaio 1966).